# Alhagie Mbow
Alhagie Mbow (* 5. Dezember 1973) ist ein gambischer Politiker.

## Leben
| Parlamentswahl | Stimmen | Stimmanteil |
| -------------- | ------- | ----------- |
| 2017           | 4.099   | 66,42 %     |
| 2022           | 3.948   | 54,33 %     |

Alhagie Mbow trat bei der Wahl zum Parlament 2017 als Kandidat der National Reconciliation Party (NRP) im Wahlkreis Upper Saloum in der Janjanbureh Administrative Region an. Mit 66,42 % konnte er den Wahlkreis vor Barra Janneh (PPP) und Sainey Mbye (APRC) für sich gewinnen.
Bei den Parlamentswahlen 2022 erreichte Mbow als NRP-Kandidat erneut die meisten Stimmen im Wahlkreis Upper Saloum und wurde Mitglied der 6. Gambischen Nationalversammlung.
Mbow ist Vorsitzender der fünfköpfigen gambischen Delegation im Panafrikanischen Parlament. Seit 2022 leitet er dort den West-Afrika-Ausschuss.